# Carlo Rambaldi
Carlo Rambaldi (ur. 15 września 1925 w Vigarano Mainarda, zm. 10 sierpnia 2012 w Lamezia Terme) – włoski twórca filmowych efektów specjalnych. Laureat trzech Oscarów: Nagrody Specjalnej za King Konga (1976) oraz dwóch Oscarów za najlepsze efekty specjalne do filmów Obcy – ósmy pasażer Nostromo (1979) oraz E.T. (1982). Pracował również nad takimi filmami jak: Bliskie spotkania trzeciego stopnia (1977), Opętanie (1981), Conan Niszczyciel (1984), Diuna (1984) czy King Kong żyje (1986).